# Axel Larsson
Karl Axel Andreas Larsson (ur. 7 sierpnia 1885 w Kopenhadze, zm. 30 czerwca 1961 we Frederiksbergu) – duński zapaśnik walczący w stylu klasycznym. Olimpijczyk z Londynu 1908, gdzie zajął piąte miejsce w średniej.
Siódmy na mistrzostwach Europy w 1909; uczestnik zawodów 1907 roku.

## Letnie Igrzyska Olimpijskie 1908
| Konkurencja          | Rundy eliminacyjne   | Rundy eliminacyjne  | Rundy eliminacyjne          | Klas. końcowa |
| Konkurencja          | 1/16                 | 1/8                 | 1/4                         | Miejsce       |
| -------------------- | -------------------- | ------------------- | --------------------------- | ------------- |
| 73 kg styl klasyczny | Gerrit Duijm (NED) Z | Aäron Lelie (NED) Z | Frithiof Mårtensson (SWE) P | 5.            |